# Rajd Kowpaka
Rajd Kowpaka, rajd karpacki (ros. Карпатский рейд) – rajd Partyzanckiego Zgrupowania Obwodu Sumskiego w 1943 z terenów północno-wschodniej Ukrainy w Karpaty pod dowództwem generała majora Sidora Kowpaka. Celem rajdu było zorganizowanie radzieckiej partyzantki na obszarze zachodniej Ukrainy oraz dywersja na liniach komunikacyjnych i zaopatrzeniowych niemieckich armii walczących w tym czasie na łuku kurskim. Liczący około 2000 partyzantów oddział Kowpaka przebył w sumie ponad 2000 kilometrów, niszcząc 19 niemieckich transportów kolejowych i 51 składów, wysadzając 52 mosty oraz sabotując elektrownie i wydobycie ropy w Borysławsko-Drohobyckim Zagłębiu Naftowym.

Sam Kowpak mówił o celu akcji: 

Otrzymaliśmy polecenie przeprowadzenia akcji w kierunku na Żytomierz i Kijów. Naszym zadaniem było zdezorganizowanie prowadzących nad Wołgę i na Kaukaz ważnych linii zaopatrzenia, gdzie właśnie rozstrzygały się decydujące walki.

Rajd zaczął się 12 czerwca 1943 o godzinie 18:00, od wsi Miłoszewicza na granicy ukraińsko-białoruskiej (na północ od Żytomierza). Obszedłszy Równe z zachodu, Kowpak ostro skręcił na południe, przeszedłszy przez rejon Tarnopola. W nocy 16 lipca partyzanci przeprawili się przez Dniestr po moście na południe od Halicza i weszli w góry. I już wieczorem tego samego dnia Niemcy zablokowali partyzantów na obszarze 8–10 km². Dwa tygodnie Kowpak manewrował po górach, przedzierając się z jednego okrążenia w drugie (ponad 20). 
Datą zakończenia rajdu można uznać 21 października 1943.

## Siły i przebieg rajdu
Formacja posiadała: 
- 5 batalionów piechoty
- kompanię artylerii (między innymi 9 dział 45 mm i 76 mm)
- szwadron kawalerii dokonujący rekonesansu.

Ponadto partyzanci prowadzili ze sobą 300 krów, jeszcze więcej owiec i kury w klatkach. Gdy nie docierają zrzuty, w wioskach i miasteczkach uzyskiwali zaopatrzenie i informacje. Atakowali posterunki policji i małe składy wojskowe. Kowpak miał także 300 pojazdów. Gdy było to możliwe, rannych ewakuowano drogą powietrzną.
26 czerwca 1943 doszło do starcia z Niemcami pod Briańskiem. Grupa zaszyła się w lasach podsmoleńskich. Potem skierowała się na zachód i mijając Równe oraz Dubno dotarła niemal nie niepokojona do Galicji. Minęła szyby naftowe i nadal maszerowała na zachód. Po drodze uwolniono Żydów z obozu pracy w Skałacie, z części młodszych utworzono kompanię żydowską. Utworzono skład mundurów i dokumentów zdobytych na przeciwniku. Przez osiedla przechodzili w niemieckich mundurach. Niepostrzeżenie mijali niemieckie posterunki. Za głowę Kowpaka wyznaczono nagrodę. Do akcji Niemcy wysyłali coraz to nowe jednostki, rozmieszczane w strategicznych punktach. Zaangażowano siły niemieckie, węgierskie, włoskie, rosyjskie. Niezależnie od Niemców i ich sojuszników, z Kołpakiem walczyły też oddziały ukraińskie (UPA).
7 lipca 1943 niemiecki zwiad powietrzny wyśledził partyzantów 30 kilometrów na południowy wschód od Tarnopola. Mieli stąd 15 kilometrów do lasów pod Iwankowicami. Niemcy próbują ich okrążyć. Decydująca próba wyrwania się z pułapki miała miejsce 12 lipca 1943, udało się ją udaremnić głównie dzięki lotnictwu. Mimo schronienia się w lasach na południe od Tarnopola, wyśledzono ich i zadano straty atakami z powietrza. Partyzanci przekroczyli Dniestr i zniszczyli za sobą most.
16–17 lipca 1943 dostrzeżono ich ponownie. Przebili się na Medynię, w ataku powietrznym stracili 150 koni. Kowpak poszedł na Karpaty, niszcząc za sobą mosty. Porzucono pojazdy, zostawiając sobie tylko motocykle. Ciągle byli atakowani z powietrza. 18 lipca 1943 Kowpak zaatakował kompanię policji SS w Rosulnej małymi siłami. Znowu udaje mu się wyrwać. 24 lipca 1943 Niemcy ściągnęli posiłki.
Po walce 1 sierpnia 1943 pod Delatynem partyzanci rozdzielili się na siedem grup, które wróciły w rejon stałej dyslokacji (przy tym, w Karpatach partyzanci ponieśli istotne straty i byli zmuszeni wysadzić posiadaną artylerię). Mimo to w sierpniu 1943 partyzanci odeszli i ostatecznie nie dali się rozbić.

## Straty
Zginęło 641 partyzantów, 100 schwytali Niemcy, później wyłapali jeszcze 450 rannych.
Niemcy mieli 141 zabitych, 129 rannych, 4 zaginionych. W jednostkach kolaboracyjnych jest jeszcze 7 zabitych i 4 rannych (według innych danych 3–4 tysięcy poległych).